# Do It For Me
Do It For Me è il primo singolo della cantante francese Jennifer, pubblicato nel 1976.

## Descrizione
Il singolo rappresenta l'esordio discografico della cantante. Il disco nasce su iniziativa del produttore discografico Michel Deloir, all'epoca compagno della cantante, che le propone di incidere un singolo sexy disco (cosa rimarcata dall'immagine scelta per la copertina), genere molto in voga nel 1976, scritto da Jean Denis Perez. Per l'occasione Chantal Benoist viene ribattezzata Jennifer.
Il disco viene stampato in molte edizioni in tutto il mondo, su numerose etichette discografiche, compresa la Motown, negli Stati Uniti d'America, la RCA Victor e la  Warner Bros. Records.

## Tracce
7"
1. Do It For Me – 3:15 (Michel Deloir, Jean Denis Perez)
2. Boogie Boogie Love – 2:10 (Michel Deloir)

Durata totale: 5:25
10"
1. Do It For Me (Michel Deloir, Jean Denis Perez)

CD single promo
1. Do It For Me – 3:26 (Michel Deloir, Jean Denis Perez)

## Crediti
- Jennifer - voce
- Michel Deloir - produzione discografica, arrangiamenti